# Choradany
Choradany war ein Volumen- und Flüssigkeitsmaß für Öl und zerlassene Butter in Travancore (ehemaliger Fürstenstaat an der Malabarküste).
- 1 Chorandany = 1/30 Candy = 11 1/4 Dungallies = 1 3/32 Quart = 1,242 Liter (nach [1]1,035 Liter)